# Joan Maria Pou
Joan Maria Pou (18 de noviembre de 1974) es un periodista deportivo español, que narra los partidos del F.C. Barcelona en RAC 1 desde el año 2000. Ha presentado los programas Primer toc y Tu diràs, este último desde 2007, en sustitución de Jordi Basté, hasta 2011.
En 2010 recibió el premio de Ràdio Associació de Catalunya al mejor profesional de radio por «avanzar en la concepción de espectáculo de las transmisiones deportivas y coordinar un equipo profesional que ha sabido llenar de emoción una temporada muy especial». Algunas de sus narraciones han sido muy recordadas por los aficionados azulgranas, como su «Eto'o, Eto'o, comment tu t'apelles? Je m'apelle Samuel» de la final de la Liga de Campeones de la UEFA 2005-06, o la celebración «ha marcat Messi, ha marcat Messi», o el ya famoso gol de ambulancias Eto'o "tototó, tototó!!" O el “ a mi no em diuen mai que no” en varios partidos de Liga de Campeones de la UEFA de la temporada 2008-2009.